# Crenicichla lugubris
Crenicichla lugubris es una especie de peces Perciformes de la familia Cichlidae.

## Morfología
Los machos pueden llegar alcanzar los 24 cm de longitud total.

## Distribución geográfica
Se encuentran en Sudamérica: Brasil, Guayana y Surinam.